# Toshiro Kandagawa
Pour les articles homonymes, voir Toshiro et Kandagawa.
Toshiro Kandagawa (神田川俊郎, Kandagawa Toshirō), né le 15 novembre 1939 à Kyoto, dans la préfecture de Kyoto, et mort le 25 avril 2021 à Osaka, dans la préfecture d'Osaka, est un chef japonais, connu principalement pour son respect strict des styles de cuisine japonais classiques.

## Carrière
Kandagawa est entré dans le métier de cuisinier à l'âge de 16 ans lorsqu'il a été embauché comme apprenti cuisinier au restaurant Nadaman (なだ万) à Osaka. A 22 ans, il part poursuivre sa carrière au Fukuyanagi (ふく柳). En 1965, il ouvre son propre restaurant, Kandagawa (神田川) également à Osaka.

## Iron Chef
Kandagawa est sans aucun doute mieux connu du public américain pour son implication dans le programme de télévision Iron Chef. En tant que chef d'une grande faction de chefs qui croient en la pureté de la cuisine japonaise traditionnelle, il est rarement entré dans le Kitchen Stadium sans un grand entourage d'autres chefs, et a souvent soutenu les apprentis dans leurs défis des Iron Chefs. Son rôle dans les intrigues d'Iron Chef était le même que celui d'un toc dans le monde de la lutte professionnelle, un personnage agressif et quelque peu intimidant pour les Iron Chefs. Il a personnellement combattu les Iron Chefs à plusieurs reprises, remportant 3 de ses 5 batailles. (Sa première victoire était sur Iron Chef Chen Kenichi, et sa seconde contre Iron Chef Koumei Nakamura, qui, dans un scénario, avait juré de se retirer en tant que Iron Chef s'il perdait. Fidèle à sa parole, la prochaine bataille de Nakamura était sa dernière en tant que Iron Chef régulier.)
En plus des batailles, Kandagawa était également à l'occasion un invité spécial du Kitchen Stadium dans divers épisodes. Il a assisté aux épisodes de retraite de Nakamura et de Rokusaburo Michiba, qui avaient combattu de nombreux protégés de Kandagawa. Il a également agi en tant que consultant auprès du chef cuisinier Tadamichi Ota et de la "faction Ota" des spécialistes de la cuisine japonaise, qui étaient le principal ennemi du troisième Iron Chef japonais, Masaharu Morimoto. Sa dernière apparition dans la série régulière a eu lieu lors de la finale du tournoi "roi de Iron Chefs", où il s'est assis aux côtés des autres Iron Chefs alors qu'ils regardaient la bataille finale entre Hiroyuki Sakai et Chen Kenichi.
La dernière bataille d'Iron Chef de Kandagawa a eu lieu lors de la spéciale batailles du 21e siècle; il arborait alors un crâne rasé comme preuve de sa résolution de faire entrer la cuisine japonaise dans le nouveau millénaire. Il a vaincu le chef de fer Hiroyuki Sakai dans cette bataille, qui était l'une des rares que Sakai a perdues lorsque les fruits de mer étaient l'ingrédient principal.
Kandagawa était également connu pour son tempérament sanguin à l'écran et pour son caractère ludique envers la caméra, comme le montre sa bataille avec Iron Chef Sakai lors de leur bataille de racine de lotus.
Un moment notable du programme a été celui où l'un des juges, l'actrice française Julie Dreyfus, a refusé de manger le plat préparé par lui parce qu'il contenait de la viande de baleine.
Kandagawa est décédé des suites du COVID-19 le 25 avril 2021 à l'âge de 81 ans lors de la pandémie de Covid-19 au Japon.